# Kevin Porter (hockey sur glace)
Pour les articles homonymes, voir Kevin Porter.
Kevin Porter (né le 12 mars 1986 à Détroit, dans l'État du Michigan aux États-Unis) est un joueur professionnel américain de hockey sur glace évoluant à la position de centre.

## Carrière
Issu du programme de développement nationale des États-Unis avec qui il prend part notamment au Championnat du monde des moins de 18 ans en 2003 et 2004. Kevin Porter se voit être réclamé par les Coyotes de Phoenix lors du repêchage de 2004 de la Ligue nationale de hockey.
Malgré cette sélection par Phoenix, il rejoint les Wolverines du Michigan, club universitaire évoluant dans la division Central Collegiate Hockey Association du championnat de la NCAA. Il reste avec les Wolverines pour trois saisons, remportant lors de cette dernière année le trophée Hobey Baker remis annuellement au joueur universitaire par excellence aux États-Unis.
Devenant joueur professionnel en 2008, il s'aligne avec le club affilié aux Coyotes dans la Ligue américaine de hockey, le Rampage de San Antonio. Porter effectue également au cours de cette saison ces débuts en LNH, disputant 34 rencontres avec les Coyotes.
Après avoir commencé la saison 2009-2010, dans l'organisation des Coyotes, ceux-ci l'envoient à l'Avalanche du Colorado dans une transaction impliquant également l'attaquant Wojtek Wolski.
En 2014, il quitte les Sabres de Buffalo et signe chez les Red Wings de Détroit.
Le 1er juillet 2015, il signe un contrat d'une saison de 580 000 $ avec les Penguins de Pittsburgh.

## Statistiques

### Statistiques en club
| Saison     | Équipe                            | Ligue      |     | Saison régulière | Saison régulière | Saison régulière | Saison régulière | Saison régulière |   | Séries éliminatoires | Séries éliminatoires | Séries éliminatoires | Séries éliminatoires | Séries éliminatoires |
| Saison     | Équipe                            | Ligue      | PJ  | B                | A                | Pts              | Pun              | PJ               | B | A                    | Pts                  | Pun                  |                      |                      |
| 2002-2003  | États-Unis                        | U-17       | 19  | 9                | 11               | 20               | 8                | -                | - | -                    | -                    | -                    |                      |                      |
| 2002-2003  | États-Unis                        | U-18       | 13  | 1                | 2                | 3                | 2                | -                | - | -                    | -                    | -                    |                      |                      |
| 2002-2003  | États-Unis                        | NAHL       | 40  | 19               | 9                | 28               | 17               | -                | - | -                    | -                    | -                    |                      |                      |
| 2003-2004  | États-Unis                        | U-18       | 44  | 5                | 21               | 26               | 26               | -                | - | -                    | -                    | -                    |                      |                      |
| 2003-2004  | États-Unis                        | NAHL       | 11  | 3                | 8                | 11               | 4                | -                | - | -                    | -                    | -                    |                      |                      |
| 2004-2005  | Wolverines du Michigan            | CCHA       | 39  | 11               | 13               | 24               | 51               | -                | - | -                    | -                    | -                    |                      |                      |
| 2005-2006  | Wolverines du Michigan            | CCHA       | 39  | 17               | 21               | 38               | 30               | -                | - | -                    | -                    | -                    |                      |                      |
| 2006-2007  | Wolverines du Michigan            | CCHA       | 41  | 24               | 34               | 58               | 16               | -                | - | -                    | -                    | -                    |                      |                      |
| 2007-2008  | Wolverines du Michigan            | CCHA       | 43  | 33               | 30               | 63               | 18               | -                | - | -                    | -                    | -                    |                      |                      |
| 2007-2008  | Rampage de San Antonio            | LAH        | -   | -                | -                | -                | -                | 7                | 0 | 4                    | 4                    | 0                    |                      |                      |
| 2008-2009  | Coyotes de Phoenix                | LNH        | 34  | 5                | 5                | 10               | 4                | -                | - | -                    | -                    | -                    |                      |                      |
| 2008-2009  | Rampage de San Antonio            | LAH        | 42  | 13               | 22               | 35               | 14               | -                | - | -                    | -                    | -                    |                      |                      |
| 2009-2010  | Coyotes de Phoenix                | LNH        | 4   | 0                | 0                | 0                | 0                | -                | - | -                    | -                    | -                    |                      |                      |
| 2009-2010  | Rampage de San Antonio            | LAH        | 52  | 15               | 25               | 40               | 31               | -                | - | -                    | -                    | -                    |                      |                      |
| 2009-2010  | Monsters du lac Érié              | LAH        | 4   | 1                | 0                | 1                | 2                | -                | - | -                    | -                    | -                    |                      |                      |
| 2009-2010  | Avalanche du Colorado             | LNH        | 16  | 2                | 1                | 3                | 0                | 4                | 0 | 0                    | 0                    | 0                    |                      |                      |
| 2010-2011  | Avalanche du Colorado             | LNH        | 74  | 14               | 11               | 25               | 27               | -                | - | -                    | -                    | -                    |                      |                      |
| 2011-2012  | Avalanche du Colorado             | LNH        | 35  | 4                | 3                | 7                | 17               | -                | - | -                    | -                    | -                    |                      |                      |
| 2012-2013  | Americans de Rochester            | LAH        | 48  | 15               | 29               | 44               | 38               | -                | - | -                    | -                    | -                    |                      |                      |
| 2012-2013  | Sabres de Buffalo                 | LNH        | 31  | 4                | 5                | 9                | 10               | -                | - | -                    | -                    | -                    |                      |                      |
| 2013-2014  | Sabres de Buffalo                 | LNH        | 12  | 0                | 1                | 1                | 2                | -                | - | -                    | -                    | -                    |                      |                      |
| 2013-2014  | Americans de Rochester            | LAH        | 50  | 19               | 17               | 36               | 24               | 5                | 0 | 3                    | 3                    | 0                    |                      |                      |
| 2014-2015  | Griffins de Grand Rapids          | LAH        | 76  | 16               | 23               | 39               | 25               | 16               | 1 | 3                    | 4                    | 14                   |                      |                      |
| 2015-2016  | Penguins de Pittsburgh            | LNH        | 41  | 0                | 3                | 3                | 0                | -                | - | -                    | -                    | -                    |                      |                      |
| 2015-2016  | Penguins de Wilkes-Barre/Scranton | LAH        | 16  | 5                | 4                | 9                | 4                | -                | - | -                    | -                    | -                    |                      |                      |
| 2016-2017  | Penguins de Wilkes-Barre/Scranton | LAH        | 69  | 11               | 35               | 46               | 50               | 5                | 0 | 6                    | 6                    | 2                    |                      |                      |
| 2016-2017  | Penguins de Pittsburgh            | LNH        | 2   | 0                | 0                | 0                | 0                | -                | - | -                    | -                    | -                    |                      |                      |
| 2017-2018  | Americans de Rochester            | LAH        | 66  | 17               | 25               | 42               | 20               | 3                | 1 | 4                    | 5                    | 0                    |                      |                      |
| 2018-2019  | Americans de Rochester            | LAH        | 58  | 10               | 29               | 39               | 37               | 3                | 1 | 1                    | 2                    | 7                    |                      |                      |
| 2019-2020  | Americans de Rochester            | LAH        | 47  | 7                | 16               | 23               | 30               | -                | - | -                    | -                    | -                    |                      |                      |
| Totaux LNH | Totaux LNH                        | Totaux LNH | 249 | 29               | 29               | 58               | 60               | 4                | 0 | 0                    | 0                    | 0                    |                      |                      |

### Statistiques en équipe nationale
| Année | Équipe            | Compétition                          |   | PJ | B | A | Pts | Pun               |  | Résultat |
| 2003  | États-Unis U18    | Championnat du monde moins de 18 ans | 6 | 0  | 2 | 2 | 2   | 4e place          |  |          |
| 2004  | États-Unis U18    | Championnat du monde moins de 18 ans | 6 | 2  | 6 | 8 | 4   | Médaille d'argent |  |          |
| 2005  | États-Unis junior | Championnat du monde junior          | 7 | 3  | 2 | 5 | 6   | 4e place          |  |          |
| 2006  | États-Unis junior | Championnat du monde junior          | 7 | 2  | 4 | 6 | 2   | 4e place          |  |          |

## Honneurs et trophées

### Central Collegiate Hockey Association
- Nommé dans la deuxième équipe d'étoiles en 2007.
- Nommé dans la première équipe d'étoiles en 2008.
- Nommé le joueur par excellence en 2008.

### Championnat NCAA de hockey sur glace
- Nommé dans la première équipe d'étoiles de l'Ouest des États-Unis en 2008.
- Récipiendaire du trophée Hobey Baker remis au joueur universitaire par excellence aux États-Unis en 2008.

## Transactions en carrière
- Repêchage 2004 : réclamé par les Coyotes de Phoenix (4e choix de l'équipe, 119e au total).
- 3 mars 2010 : échangé par les Coyotes avec Peter Mueller à l'Avalanche du Colorado en retour de Wojtek Wolski.
- 5 juillet 2012 : signe en tant qu'agent libre avec les Sabres de Buffalo.
- 1er juillet 2014 : signe en tant qu'agent libre avec les Red Wings de Détroit.